# Odawara
Odawara (小田原市 -shi) é uma cidade japonesa localizada na província de Kanagawa.
Em 2003 a cidade tinha uma população estimada em 199 463 habitantes e uma densidade populacional de 1 748,30 h/km². Tem uma área total de 114,09 km².
Recebeu o estatuto de cidade a 20 de Dezembro de 1940.

## Cidades-irmãs
- Nikkō, Japão
- Kishiwada, Japão
- Chula Vista, Estados Unidos
- Manly, Austrália